# Arthur Edward Stahlschmidt
Arthur Edward Stahlschmidt (Londres, Anglaterra, 5 de desembre de 1863 - Nova York, Estats Units d'Amèrica, 18 de març de 1942) fou un escriptor i compositor musical anglès. Estudià a Londres en la famosa Escola Guildhall, al Conservatori de Leipzig i després els de cant a Viena i Milà. Després d'haver-se donat a conèixer al seu país, el 1887 s'establí a Nova York com a professor de cant, implantant una ensenyança original a base de psicologia i d'un sistema de fiscalització mental conscient en totes les formes de l'activitat física d'expressió. Va musicar poesies de Rudyard Kipling i altres autors, com Barrack Room Ballads; Recessional; Serenade in Seville; Herod's Lament for Marianne, etc. També va publicar poemes, articles i altres treballs literaris.